# Scott Levy
Scott Anthony Levy (Philadelphia (Pennsylvania), 8 september 1964), beter bekend als Raven, is een Amerikaans professioneel worstelaar, schrijver en producer. Hij is als worstelaar bekend van World Championship Wrestling (WCW), Extreme Championship Wrestling (ECW), World Wrestling Federation/Entertainment (WWF/E) en Total Nonstop Action Wrestling (TNA).
Levy heeft in zijn carrière veel titels gewonnen, zoals TNA, ECW, WWE (WWF) en WCW. Met de NWA en ECW World Heavyweight Title en zevenentwintigvoudig WWF Hardcore Championship als hoogtepunt.
Hij is de enige worstelaar die in elk van de vier bekendste worstelorganisaties een kampioenschap heeft gewonnen. Raven is ook de bedenker van nieuwe worstelwedstrijden, zoals de "Hangman’s Horror Match", "Raven’s Rules match" en "Clockwork Orange House of Fun match".
Naast worstelen verdiend Levy soms wat bij als acteur. Zo was hij te zien in de low-budget film Sleeper.

## In het worstelen
- Finishers
  - Raven Effect / Even Flow DDT (Flowing snap DDT)

- Signature moves
  - Bulldog
  - Cobra clutch
  - Cross armbar
  - Crossface chickenwing
  - Diving knee drop bulldog
  - Drop toe–hold onto an opened steel chair
  - Fist drop, usually to the opponent's groin
  - Knee lift
  - Piledriver
  - Russian legsweep, usually into a guardrail or a wall
  - Sleeper hold
  - Slingshot crossbody
  - Superkick
  - Three or four jabs followed by a discus clothesline

- Managers
  - The Black Ninja
  - Kimona Wanaleia
  - Beulah McGillicutty
  - Francine
  - Chastity
  - Terri
  - Lori Fullington

## Prestaties
- Extreme Championship Wrestling
  - ECW World Heavyweight Championship (2 keer)
  - ECW World Tag Team Championship (4 keer; 2x met Stevie Richards, 1x met Tommy Dreamer en 1x met Mike Awesome)

- Heartland Wrestling Association
  - HWA Tag Team Championship (1 keer met Hugh Morrus)

- Mid-Eastern Wrestling Federation
  - MEWF Mid-Atlantic Heavyweight Championship (1 keer)

- National Wrestling Federation
  - NWF Heavyweight Championship (1 keer)

- National Wrestling Alliance (Regionaal)
  - NWA Central States Heavyweight Championship (1 keer)

- Pacific Northwest Wrestling
  - NWA Pacific Northwest Heavyweight Championship (3 keer)
  - NWA Pacific Northwest Tag Team Championship (3 keer; 1x met Top Gu, 1x met The Grappler en 1x met Steve Doll)
  - NWA Pacific Northwest Television Championship (1 keer)

- Pro-Pain Pro Wrestling
  - 3PW Heavyweight Championship (1 keer)

- Total Nonstop Action Wrestling
  - NWA World Heavyweight Championship (1 keer)
  - King of the Mountain (2005)

- United States Xtreme Wrestling
  - UXW Heavyweight Championship (5 keer)

- United States Wrestling Association
  - USWA World Tag Team Championship (2 keer met Brian Christopher)

- USA Pro Wrestling
  - USA PRO Championship (1 keer)

- World Championship Wrestling
  - WCW Light Heavyweight Championship (1 keer)
  - WCW United States Heavyweight Championship (1 keer)
  - WCW World Tag Team Championship (1 keer met Perry Saturn)

- World Wrestling Federation/Entertainment
  - WWF/WWE Hardcore Championship (27 keer)